# Brain-sur-Allonnes
Brain-sur-Allonnes is een gemeente in het Franse departement Maine-et-Loire (regio Pays de la Loire). De plaats maakt deel uit van het arrondissement Saumur. Brain-sur-Allonnes telde op 1 januari 2022 2.078 inwoners.

## Geografie
De oppervlakte van Brain-sur-Allonnes bedroeg op 1 januari 2022 33,32 vierkante kilometer; de bevolkingsdichtheid was toen 62,4 inwoners per km².

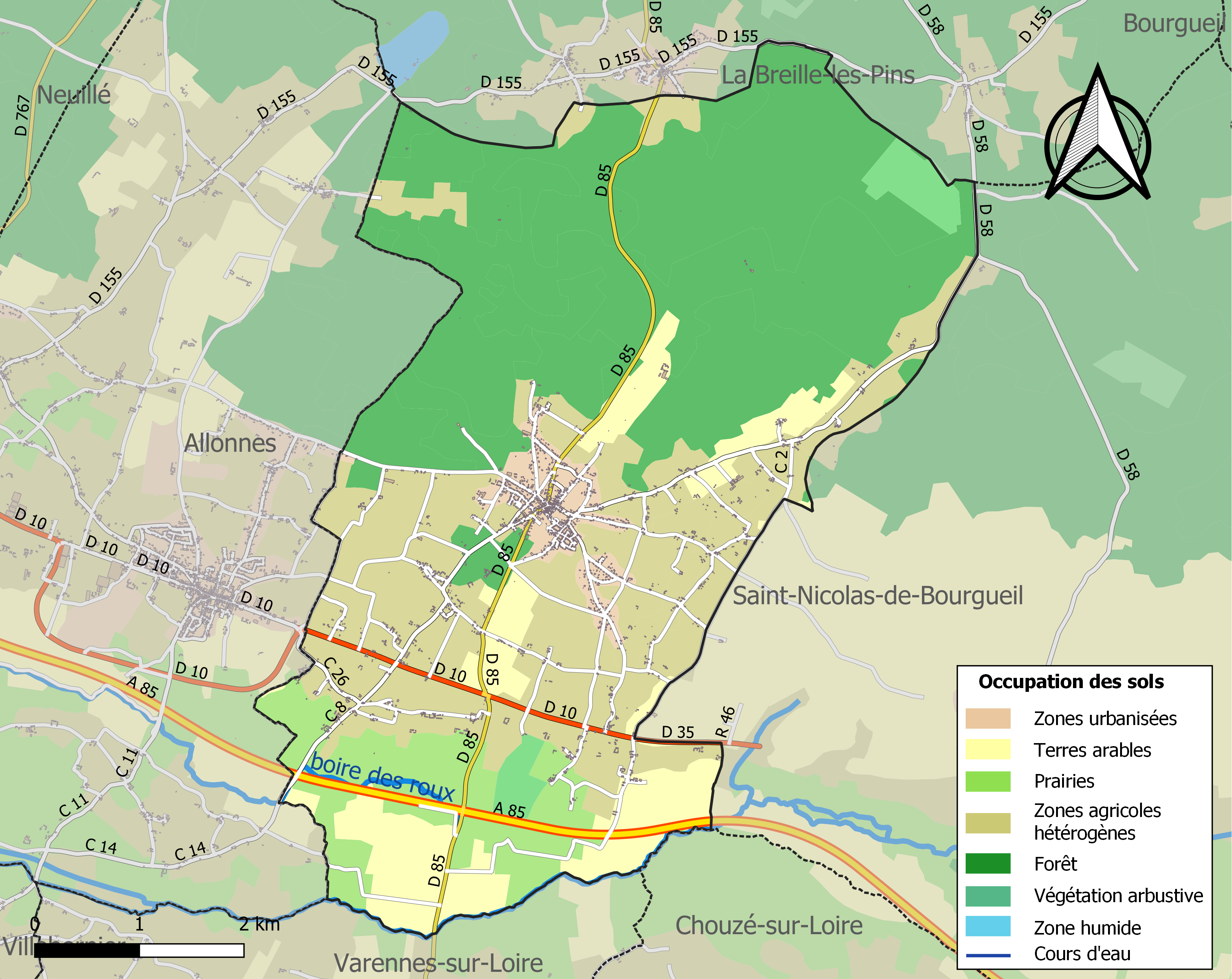
Kaart van de gemeente met de belangrijkste infrastructuur, bodemgebruik en omliggende gemeenten

## Demografie
Onderstaande figuur toont het verloop van het inwonertal (bron: INSEE-tellingen).